# Els increïbles 2
Els increïbles 2 (títol original en anglès: Incredibles 2) és una pel·lícula estatunidenca d'animació per ordinador en 3D estrenada el 2018. El film, de superherois i escrit i dirigit per Brad Bird, és una producció de Pixar distribuïda per Walt Disney Pictures. Es tracta de la seqüela d'Els increïbles. Es va estrenar el 5 de juny del 2018 als Estats Units i el 3 d'agost del mateix any doblada al català. La pel·lícula va ser escrita i dirigida per Brad Bird, director de Ratatouille, The Iron Giant i l'pel·lícula original del 2004.
Ha rebut crítiques positives que n'han lloat l'animació, el doblatge, l'humor, les escenes d'acció i la banda sonora, tot i que se n'ha criticat la història pel fet de derivar del títol predecessor. Ha recaptat més de mil milions de dòlars arreu del món, i s'ha convertit així en la quarta pel·lícula més taquillera del 2018 i en la segona pel·lícula d'animació més taquillera de la història.
La trama de la pel·lícula se centra en la família Parr i com ha de lluitar per re-adaptar-se en la societat com una família normal pel fet que el govern continua prohibint la lliure activitat d'individus amb poders, però amb el sorgiment d'un nou antagonista i una ocupació de la Helen per legalitzar els superherois, la família ha de tornar a operar com a herois per salvar el món una vegada més.
La pel·lícula és també un homenatge a la memòria de Bud Luckey, actor i presentador que va morir a principis de l'any 2018, fent impossible el seu retorn per interpretar el personatge de Rick Dickler en la seqüela. Des de la seva estrena, Els Increïbles 2 es va convertir en un rotund èxit i superior a la seva predecessora; havent recaptat grans quantitats de guanys en les seves primeres setmanes d'estrena i rebent valoracions molt positives dels crítics amb la majoria lloant la millora de l'animació, la trama, i l'humor.

## Argument
Tres mesos després de la derrota de Síndrome i sortint d'una cursa en què Dash participa, la família Parr es veu obligada a assumir les seves identitats com súpers de nou amb la sobtada aparició d'un personatge conegut com "El Subterrani". Mentre el Bob i l'Helen, amb ajuda de Frozono, intenten detenir el malvat i deixen als seus fills, Dash i Violeta, cuidant al seu germà menor Jack Jack; la batalla és presenciada per un home anomenat Winston Deavor, que li demana a un dels seus empleats que els segueixi de prop. Conforme la baralla continua, la identitat de Violeta queda exposada davant el noi que li agrada, Tony Rydinger, mentre que El Subterrani se les arregla per escapar deixant la seva excavadora gegant en direcció a l'ajuntament de la ciutat. Tot i que la família aconsegueix aturar l'excavadora, són arrestats per la policia pel fet que, segons la llei, els súpers segueixen sent il·legals. Frozono, per la seva banda, és contactat per l'empleat de Deavor per continuar operant com súper.
Gràcies a la intervenció de l'agent de govern Rick Dickler, la família és posada en llibertat, però aquest els adverteix que el programa de suport als súper s'ha dissolt, deixant als Parr sense el seu suport d'ara endavant, de manera que el Bob, com a últim favor, li demana a Dickler que li esborri la memòria a Tony sobre la identitat de la Violeta. Aquella mateixa nit, després de tenir una discussió amb els seus fills sobre el per què no poden permetre'ls ser uns herois públics, el Bob i l'Helen debaten les seves opcions, però són contactats per Lucio (Frozono), qui els explica que podrien tornar a operar com súpers sense trencar la llei, amb el suport de Winston Deavor i la seva empresa de comunicació Devtech, qui els cita en el seu edifici amb els seus vestits de súper per explicar-los el seu pla. Allà, Deavor, al costat de la seva germana, Evelyn, els expliquen que planegen legalitzar els súper de nou gràcies a una campanya on esperen canviar la perspectiva del públic sobre ells, i tria a Elastigirl (Helen) ja que ella no causa tanta destrucció en les seves missions com el seu espòs.
Tot i que l'Helen no està molt convençuda el pla, gràcies al suport que li dona Bob i davant la pressió de donar-li a la seva família manteniment, finalment accepta participar amb els Deavor. En la seva primera missió, és enviada a una de les ciutats més perilloses, on aconsegueix reeixidament salvar diverses persones d'un monorail descontrolat i descobreix que el criminal responsable respon al nom del "Rapta-Pantalles", el qual és capaç de manipular a les persones mitjançant hipnosi a través de pantalles. Mentrestant, el Bob es queda al costat dels seus fills en una de les cases de Winston, però, malhauradament, ha de lidiar amb les etapes per les que els seus fills estan passant: el Dash té problemes per aprendre matemàtiques amb un mètode diferent; la Violeta, per la seva banda, està devastada perquè el Tony -com un efecte secundari d'haver perdut la identitat com súper- s'ha oblidat completament d'ella; i en Jack Jack, malgrat que un principi es creia com el fill sense poders, comença a manifestar diverses habilitats que fa servir deliberadament al seu gust. Per tal d'evitar que Helen no abandoni la seva missió, el Bob decideix ocultar-li la situació a la seva esposa i resoldre els problemes pel seu compte, encara que eventualment accedeix a rebre ajuda de Lucio i més tard de la modista de superherois Edna Moda, qui queda fascinada pels poders del nadó i li confecciona un vestit per mantenir els seus poders controlats.
L'Helen, com a Elastigirl, assisteix a una entrevista per continuar amb la campanya dels Deavor, però és interrompuda pel Rapta-Pantalles, que intenta segrestar una senadora a favor de la campanya. L'Helen aconsegueix rescatar la senadora, però està decidida a capturar al malvat. Després d'assistir a una junta on coneix altres súpers que també són ajudats per Deavor, l'Helen uneix forces amb la geni tecnològica Evelyn, per construir un rastrejador que els permeti localitzar el malvat en un futur. El pla resulta reeixit i el Rapta-Pantalles és finalment capturat, qui clama ser un repartidor de pizzes innocent. Més tard, durant una festa on se celebra el triomf d'Elastigirl, l'Helen segueix inquieta pel que ha passat i dedueix que la persona capturada podria no ser el veritable dolent, concloent que també estava sent manipulat com les seves víctimes i mentre li explica això a l'Evelyn, aquesta la captura revelant-se com la veritable persona darrere de tot. Per quan recobra la consciència, l'Evelyn li explica que no confia en els súpers, culpant-los perquè la seva incompetència va portar a la mort dels seus pares, i planeja arruïnar per sempre la imatge d'aquests amb la seva tecnologia d'hipnosi. Més tard, atrau al Bob com Mr. Increïble a través d'una trampa, capturant-lo i hipnotitzant-lo també, i mana a capturar als seus fills súper, manipulant als altres herois hipnotitzats.
Lucio, com Frozono, aconsegueix ajudar els fills dels Parr a escapar, però és capturat i hipnotitzat també, deixant a la Violeta, el Dash i en Jack-Jack pel seu compte. Utilitzant l'antic vehicle que el seu pare utilitzava en els seus dies d'heroi, els nois aconsegueixen rastrejar als seus pares en una festa realitzada en un creuer, on Evelyn està duent a terme el seu pla, fent que Elastigirl, Mr. Increïble, Frozono i els altres súper prenguin control de l'amenaçant vaixell i el posin en marxa contra la ciutat més propera a tota velocitat. Malgrat els esforços de la Violeta i el Dash de passar desapercebuts, són eventualment descoberts i per quan es topen amb els seus pares, aconsegueixen alliberar-los de la hipnosi gràcies als poders de Jack Jack. Treballant junts, els Parr aconsegueixen alliberar la resta dels súpers del control de l'Evelyn mentre l'Helen la confronta i derrota quan aquesta intenta escapar en un avió de reacció. Amb la derrota de l'Evelyn, dels súpers finalment són legalitzats i l'Helen pot tornar amb la seva família, descobrint els poders de Jack-Jack.
Un temps després, la família porta a la Violeta en la seva cita amb el Tony, però abans que els dos es baixin del cotxe, contemplen un assalt en plena execució, forçant a la Violeta a acomiadar-se momentàniament del Tony just abans d'anar-se'n amb la seva família a lluitar contra els criminals, ara com un equip d'herois legals.

## Repartiment
| Personatge                                | Actor de veu original |
| ----------------------------------------- | --------------------- |
| Helen Parr / Elastigirl                   | Holly Hunter          |
| Robert "Bob" Parr / Mr. Increïble         | Craig T. Nelson       |
| Violeta Parr                              | Sarah Vowell          |
| Dashiell Robert "Dash" Parr               | Huck Milner           |
| John Jackson "Jack-Jack" Parr             | Eli Fucile            |
| John Jackson "Jack-Jack" Parr             | Nick Bird (monstre)   |
| Lucio Best / Frozono                      | Samuel L. Jackson     |
| Edna Moda                                 | Brad Bird             |
| Winston Deavor                            | Bob Odenkirk          |
| Evelyn Deavor                             | Catherine Keener      |
| Karen / Viatgera                          | Sophia Bush           |
| Rick Dicker                               | Jonathan Banks        |
| Tony Rydinger                             | Michael Bird          |
| Ambaixadora Henrietta Selick              | Isabella Rossellini   |
| Repartidor de Pizzes / El Rapta-Pantalles | Bill Wise             |
| El Subterrani                             | John Ratzenberger     |
| Elèctric / Helectrix                      | Phil LaMarr           |
| Kompactador / Kruixit                     | Phil LaMarr           |
| Gus Burns / Reflux                        | Paul Eiding           |
| Chad Brentley                             | Adam Gates            |
| Victor Cachet                             | Michael B. Johnson    |
| Alcalde de Nova Urbem                     | Barry Bostwick        |
| Detectiu #1                               | Jere Burns            |
| Detectiu #2                               | Adam Rodríguez        |
| Tommy                                     | Robert Clotworthy     |
| Valet Parking                             | Usher Raymond         |
| Nena Best                                 | Kimberly Adair Clark  |

## Producció
Després de l'estrena de Els increïbles, Brad Bird va realitzar una nova pel·lícula animada per Pixar, Ratatouille, la qual va ser estrenada al juny de 2007. A prop de la seva estrena, Bird va comentar que estava obert a fer una seqüela d'Els increïbles, però només si era millor que l'original. Va comentar, "Tinc peces que crec són bones, però no les tinc juntes."
Al maig de 2013, gairebé 10 anys després de l'estrena de la primera part, en una entrevista, Bird va reiterar el seu interès per una seqüela: "Ho he pensat. Les persones creuen que no, però així ha estat, perquè estimo aquests personatges, i m'encanta aquest món", i va afegir: "em frego la barbeta i em grato el meu cap. Tinc molts, molts elements que crec que funcionarien molt bé en una altra pel·lícula de Els Increïbles, i si aconsegueixo fer que encaixin, probablement m'agradaria fer alguna cosa amb això."
En una presentació oficial de Disney a març de 2014, el president de Disney Bob Iger va confirmar que Pixar estava treballant en una seqüela de Els Increïbles i que Bird tornaria com a guionista. Bird va començar la redacció del guió a l'abril de 2015, i va admetre que la seqüela de Els Increïbles seria la seva següent pel·lícula després de Tomorrowland.
Un dels grans desafiaments a l'hora de redactar Els Increïbles 2 va ser com tractar amb el gran nombre de pel·lícules de superherois i sèries de televisió que havien estat estrenades des de l'estrena de la primera pel·lícula, com ara la franquícia de l'Univers cinematogràfic de Marvel. Per intentar diferenciar la pel·lícula, Bird volia evadir els tòpics del gènere de superherois, argumentant: "No crec que aquesta idea es mantingui interessant per molt de temps. Per a mi, la part dels superherois mai va ser el seu major atractiu. Va ser més la dinàmica familiar, i com els superherois encaixen en això." Bird també va revelar que volia fer servir idees rebutjades que no "encaixaven" a la primera pel·lícula, i que la nova història s'enfocaria en l'Helen Parr / Elastigirl. Tot i que la seqüela va ser estrenada catorze anys després que la primera, Bird no volia emprar l'element narratiu de salt del temps o presentar nous personatges i en canvi va continuar on la primera pel·lícula acabava. Això li va permetre conservar els personatges amb els mateixos superpoders i no desenvolupar nous, i sense en la necessitat de presentar a la Violeta i el Dash com a adults. Això a la vegada va permetre que Jack Jack romangués com un infant amb una gran quantitat de poders, que Bird va modelar d'una forma semblant de com els nadons són capaços de comprendre diversos idiomes.
La banda sonora va estar novament a càrrec de Michael Giacchino, que a més ja havia treballat en altres projectes de Pixar per a aquest moment com Ratatouille, Up, Cars 2, Inside Out i Coco. La banda sonora de Incredibles 2 inclou 32 peces originals.
| N.º | Títol                                               | Durada |  |
| 1.  | «Episode 2»                                         | 0:50   |  |
| 2.  | «A Tony Perspective»                                | 2:08   |  |
| 3.  | «Consider Yourselves Undermined!»                   | 5:12   |  |
| 4.  | «A Matter of Perception»                            | 1:50   |  |
| 5.  | «Diggin' the New Digs»                              | 1:42   |  |
| 6.  | «This Ain't My Super-Suit?»                         | 0:57   |  |
| 7.  | «Elastigirl Is Back»                                | 1:00   |  |
| 8.  | «Train of Taul»                                     | 3:17   |  |
| 9.  | «Rocky vs. Jack-Jack»                               | 1:58   |  |
| 10. | «Ambassador Ambush»                                 | 2:29   |  |
| 11. | «Hero Workship»                                     | 1:08   |  |
| 12. | «Searching for a Screenslaver»                      | 4:40   |  |
| 13. | «Super Legal Again»                                 | 0:42   |  |
| 14. | «Renouncing the Renunciation»                       | 1:38   |  |
| 15. | «World's Worst Babysitters»                         | 1:33   |  |
| 16. | «Helen of Ploy»                                     | 0:55   |  |
| 17. | «A Dash of Reality»                                 | 2:03   |  |
| 18. | «Hydrofoiled Again»                                 | 3:51   |  |
| 19. | «Jack Spat»                                         | 1:30   |  |
| 20. | «A Bridge to Parr»                                  | 4:17   |  |
| 21. | «Together Forever and Deavor»                       | 1:45   |  |
| 22. | «Elastigirl's Got a Plane to Catch»                 | 3:00   |  |
| 23. | «Looks Like I Picked the Wrong Week to Quit Oxygen» | 1:59   |  |
| 24. | «Happily After-Deavor»                              | 1:15   |  |
| 25. | «Out and a Bout»                                    | 0:36   |  |
| 26. | «Incredits 2»                                       | 9:51   |  |
| 27. | «Here Comes Elastigirl-Elastigirl's Theme»          | 1:23   |  |
| 28. | «Chill or Be Chilled-Frozone's Theme»               | 1:40   |  |
| 29. | «Pow! Pow! Pow!-Mr. Incredible's Theme»             | 1:30   |  |
| 30. | «Devtechno!»                                        | 1:53   |  |
| 31. | «Chad Tonight Talkshow Theme»                       | 0:05   |  |
| 32. | «Chad Tonight Newcast Bumper»                       | 0:06   |  |

## Estrena
La pel·lícula va ser originalment programada per a ser estrenada el 21 de juny de 2019 als cinemes, però a l'octubre de 2017 la pel·lícula va ser desplaçada per ser estrenada el 15 de juny de 2018 a cinemes als Estats Units i després la cinta va ser anunciada per ser estrenada a IMAX com a part d'un nou acord amb Disney.

## Recepció

### Crítica
Al lloc web de crítiques Rotten Tomatoes, la pel·lícula té un percentatge d'aprovació del 94% basat en 366 ressenyes, que li han assignat un puntuació mitjana de 7.9 / 10. Mentre que el consens dicta: "Els Increïbles 2 reuneix a la família heroica de Pixar per a una llargament esperada seqüela que podria no estar a l'altura de l'original, però que s'acosta prou per guanyar-se el seu títol". Al lloc web Metacritic, que assigna un puntuació a les pel·lícules en una escala de l'1 al 100, la pel·lícula té un puntuació de 80 sobre 100, basada en 51 crítiques, indicant "ressenyes generalment favorables".
El lloc web Tomatazos.com va recopilar un consens de crítiques que compta amb un 96% d'aprovació. A més a més, els experts la defineixen com "un veritable delit, una seqüela que està a l'altura de la seva antecessora, amb un guió i direcció excel·lent per part de Brad Bird. L'espera ha valgut la pena, Els Increïbles 2 està plena d'enginy i seus protagonistes (la família Parr) no ha perdut el seu atractiu i, sobretot Jack Jack i Edna Moda, es roben totes les mirades dels espectadors".

## Premis i nominacions
| Premi                                | Data                 | Categoria                        | Guanyadors i nominats                                         | Resultat   | Ref.   |
| ------------------------------------ | -------------------- | -------------------------------- | ------------------------------------------------------------- | ---------- | ------ |
| Teen Choice Awards                   | 12 d'agost de 2018   | Millor pel·lícula de l'estiu     | Incredibles 2                                                 | Guanyadora | [ 24 ] |
| Golden Trailer Awards                | 2018                 | Millor èxit de taquilla          | Incredibles 2                                                 | Guanyadora |        |
| Golden Trailer Awards                | 2018                 | Millor banda sonora              | Incredibles 2                                                 | Nominada   |        |
| International Online Cinema Awards   | 2018                 | Millor pel·lícula animada        | Brad Bird                                                     | Nominada   |        |
| Premis BAFTA                         | 2018                 | Millor pel·lícula d'animació     | Incredibles 2                                                 | Nominada   |        |
| Critics Choice Awards                | 2018                 | Millor film d'animació           | Incredibles 2                                                 | Nominat    |        |
| Premis Annie                         | 2018                 | Millor pel·lícula                | Incredibles 2                                                 | Nominada   |        |
| Premis Annie                         | 2018                 | Millor direcció                  | Brad Bird                                                     | Nominat    |        |
| Premis Annie                         | 2018                 | Millor guió                      | Brad Bird                                                     | Nominat    |        |
| Premis Annie                         | 2018                 | Millor storyboard                | Dean Kelly                                                    | Guanyadora |        |
| Premis Annie                         | 2018                 | Millor storyboard                | Bobby Alcid Rubio                                             | Nominat    |        |
| Premis Annie                         | 2018                 | Millor disseny de personatges    | Brad Bird                                                     | Nominat    |        |
| Premis Annie                         | 2018                 | Millor animació de personatges   | Brad Bird                                                     | Nominat    |        |
| Premis Annie                         | 2018                 | Millor veu en pel·lícula animada | Holly Hunter                                                  | Nominada   |        |
| Premis Annie                         | 2018                 | Millor música                    | Michael Giacchino                                             | Guanyador  |        |
| Premis Annie                         | 2018                 | Millor muntatge                  | Stephen Schaffer, Anthony J. Greenberg, Katie Schaefer Bishop | Nominats   |        |
| Premis Annie                         | 2018                 | Millors efectes animats          | Brad Bird                                                     | Nominat    |        |
| National Board of Review (NBR)       | 2018                 | Millor llargmetratge d'animació  | Incredibles 2                                                 | Nominat    |        |
| Associació de crítics de Chicago     | 2018                 | Millor film d'animació           | Incredibles 2                                                 | Nominat    |        |
| Cercle de crítics de San Francisco   | 2018                 | Millor pel·lícula d'animació     | Incredibles 2                                                 | Nominada   |        |
| Associació de Crítics de Los Ángeles | 2018                 | Millor llargmetratge d'animació  | Incredibles 2                                                 | Nominat    |        |
| Satellite Awards                     | 2018                 | Millor llargmetratge d'animació  | Incredibles 2                                                 | Nominat    |        |
| Sindicat de Productors (PGA)         | 2018                 | Millor llargmetratge d'animació  | Incredibles 2                                                 | Nominat    |        |
| People's Choice Awards               | 2018                 | Millor pel·lícula familiar       | Incredibles 2                                                 | Guanyadora |        |
| Premis Globus d'Or                   | 6 de gener de 2019   | Millor pel·lícula animada        | Incredibles 2                                                 | Nominada   |        |
| Premis Oscar                         | 24 de febrer de 2019 | Millor pel·lícula d'animació     | Brad Bird, John Walker, Nicole Paradis Grindle                | Nominada   |        |
| Kids Choice Awards                   | 2019                 | Pel·lícula animada preferida     | Incredibles 2                                                 | Guanyadora |        |
| Kids Choice Awards Mèxic             | 2019                 | Pel·lícula preferida             | Incredibles 2                                                 | Nominada   |        |